# Cundinamarca whitei
Cundinamarca whitei là một loài bướm đêm trong họ Geometridae.